# Żmigród (stacja kolejowa)
Żmigród – stacja kolejowa w Żmigrodzie, w województwie dolnośląskim, w Polsce. Stacja jest stacją graniczną tzw. dużej aglomeracji wrocławskiej Dolnośląskiej Kolei Aglomeracyjnej. Do stacji prowadzi łącznica z toru doświadczalnego Instytutu Kolejnictwa, znajdującego się 5 km na zachód od Żmigrodu.

## Ruch pasażerski
| Rok  | Wymiana pasażerska na dobę |
| ---- | -------------------------- |
| 2017 | 2 100                      |
| 2022 | 2 100                      |

## Historia
Początki linii kolejowej w Żmigrodzie, miały swój początek w 1854 roku, jednak dworzec wraz z całą linią kolejową uroczyście otwarto 17 października 1865 roku. Na odświętnie ozdobionym dworcu zgromadzili się wtedy: władze miasta, bractwo strzeleckie, delegaci cechów rzemieślniczych i liczna ciekawska publiczność. W 1896 roku kolej, jako ośrodek transportu, stała się już tak popularna, że ułożono drugi tor na tej linii. Można było stale obserwować ożywiony ruch towarów i osób, gdyż dworzec był przystankiem pociągów z Wrocławia i Poznania. W dużej dworcowej restauracji była tzw. Kaisersaal (Sala Cesarska). Nazwa wzięła się od tego, że cesarz Wilhelm II wielokrotnie wysiadał w Żmigrodzie ze swojego specjalnego pociągu, aby wziąć udział w polowaniach u księcia Hatzfeldta. Większość pozostałych do dzisiaj budynków infrastruktury kolejowej została wzniesiona w latach 1854-1904 np. nieistniejące już żurawie wodne, magazyn, wieża ciśnień, nastawnia dysponująca, nastawnia wykonawcza. W latach czterdziestych przez Żmigród przebiegała kolejowa trasa przewozu polskich robotników przymusowych wywożonych do Niemiec. W okresie PRLu zlikwidowano linię do Wąsosza, aby na jej części przebiegu wybudować Tor doświadczalny Instytutu Kolejnictwa.
W 2012 stacja kolejowa przeszła modernizację.